# The House of the Dead 2
The House of the Dead 2 es un videojuego de terror arcade de pistola, segunda entrega de la saga The House of the Dead, desarrollada por Sega. El juego salió en 1998, y fue portado a la Dreamcast y a PC. También salió en 2003 como desbloqueable en Xbox dentro de The House of the Dead 3, y aparece dentro de la recopilación The House of the Dead 2 & 3 Return para Wii. La versión de Dreamcast se convirtió en uno de los pocos títulos de Sega All Stars.
El juego destacó por su sistema de recargar el arma con dicho periférico, y porque también estaba disponible la posibilidad de jugar con el gamepad estándar de Dreamcast.
Incluía varios sistemas de juego, pero destacaba la historia como segunda parte de la serie, en la que un científico llamado Goldman, con el fin de preservar la naturaleza crea una raza de zombis para eliminar al ser humano. Durante la aventura, el jugador se encontraba con personajes de la entrega anterior. También se bonificaba al jugar por salvar vidas de civiles. Cada jefe de una zona destacaba por tener un reducido punto débil que, mientras no fuese alcanzado provocando que el jefe frenase, llevaría a perder una vida por ataque directo. También se innovó en la cantidad de medios por los que el personaje se podía desplazar, y los recorridos diferentes. A pesar de que el entorno inspirase lugares lúgubres y oscuros, podíamos ver como, según avanzaba el juego, nos acercábamos a zonas modernas que correpondían a la situación del laboratorio del malvado Goldman.
Como la mayoría de títulos de este tipo, arcade de pistolas, tiene una corta vida por su reducida historia y sus extras poco desarrollados.

## Historia
Capítulo 1: A Prelude (Preludio)
El AMS detecta casos extraños en Venecia y de inmediato envía a James Taylor y Gary Stewart a investigar y evacuar a la población, junto con los agentes Amy Crystal y Harry Harris. Al llegar, James y Gary encuentran a un malherido "G", quien les entrega un libro con la información necesaria para enfrentarse a los jefes que se presentarán más adelante. Andando por el pueblo, se van enfrentado a las hordas de zombis de Goldman, presidente de la corporación DBR; además, en su trayecto, tendrán la posibilidad de salvar a los supervivientes que intentan huir de los zombis. Al final de este capítulo se enfrentan a The Judgment- Tipo 28, un vampiro que acompaña a un caballero sin cabeza llamado Kuarl, el cual sostiene un hacha de gran tamaño.
Capítulo 2: Muddy (Fango)
Después de vencer a The Judgment - Tipo 28, la acción transcurre de forma similar hasta encontrase con The Hierophant - Tipo B 05, un monstruo al que se le nota el corazón, que le palpita bajo una coraza que lo protege. Tiene una lanza y controla a las pirañas (es muy parecido a "The Hangedman - Tipo 047"). Una vez que lo derrotan, Amy y Harry llegan en un bote y se los llevan.
Capítulo 3: Darkness (Oscuridad)
Viajando en el bote transcurren diversas aventuras, hasta que los dejan en un lugar específico, ya que un mensaje enviado por Goldman dice que vayan al coliseo. Cuando llegan, un individuo dice que sus amigos no han vuelto de un sitio a oscuras, y aparece saliendo de él un hombre que es engullido por una cabeza de  The Tower - Tipo 8000; son cinco serpientes gigantes unidas, algo parecido a una hidra. Cuando logran matar a cuatro de ellas, la azul se precipita huyendo y se desliza hacia otro cuarto. Al matarla, los llega un mensaje de Amy: han sido atacados en el coliseo.
Capítulo 4: Despair (Desesperación)
Al entrar en la plaza del coliseo, aparece un mensaje de Goldman dándolos una sorpresa, que consiste en ver a Harry lastimado y como Amy lo está cuidando, a la sombra de The Strength - Tipo 205, un gigante con una motosierra encerrado en una jaula. Entonces, la jaula se abre y se ven forzados a pelear, creando Goldman un terreno de paredes ficticio para dar más ventaja al zombi.
Capítulo 5: Dawn (Caída)
Después de esta lucha, llegan a la ciudad moderna, donde consiguen el automóvil de Harry. Por el camino, yendo en coche, pelean de nuevo con The Judgment, y luego cruzando el puente para llegar a los cuarteles de Goldman, con Hierophant, aunque este último es más débil que el primero. Ya en los cuarteles aparece The Magician - Tipo 0; él dice que si muere, el Emperor se hará cargo de matarlos.
Capítulo 6: Original Sin (Pecado original)
Goldman pretende acabar con la humanidad, gracias a su creación The Emperor - Tipo α ,el jefe final, cuyo ataque es capaz de imitar el ataque de los cuatro jefes anteriores. Él existe literalmente para "reinar sobre la naturaleza y destruir y odiar a los humanos". Entre los dos agentes acaban con la creación, y Goldman termina suicidándose al tirarse desde la azotea del edificio. En los finales alternativos aparece Goldman convertido en zombi y James lo dispara; en otros aparece Rogan y te felicita.

## Jefes
- The Judgment (El Juicio) - Tipo 28

Tarot N°: XX
Gólem (Kuarl) - Hombre bestia (Zeal)
Es un vampiro acompañado de un caballero sin cabeza llamado Kuarl, el cual sostiene un hacha de gran tamaño. El punto débil es el propio vampiro, y disparándolo dañarás a Kuarl. También puedes dañarlo disparándolo continuamente, pero la vida que le puedes quitar es muy reducida y además no conseguirás frenar su ataque. De este modo, Kuarl avanzará hasta darte un fuerte hachazo a menos que logres alcanzar al vampiro que lo controla (se supone que éste es su cabeza, que está separada del cuerpo, con objeto de añadir la dificultad al jefe). Cuando hayas logrado quitarle dos tercios de la vida, Kuarl caerá y el resto del combate lo llevarás a cabo contra el vampiro, el cual se lanzará contra ti utilizando diversos ataques. El objetivo sigue siendo dispararlo para frenarlo y terminar de acabar con él.
Curiosamente, Kuarl puede emitir un grito de furia muy a pesar de que esta decapitado. Este jefe está basado en gran parte en "The Chariot - Tipo 27", como en "The Hangedman - Tipo 047" , monstruos que aparecen en House Of The Dead 1.
- The Hierophant (El Hierofante) - Tipo B 05

Tarot N°: V
 Hombre - bestia (mitad pez, mitad hombre)
Es un monstruo mitad pez mitad zombi, y su corazón está protegido por una coraza, que se suele abrir a cada momento mostrando el músculo palpitante. Este es precisamente su punto débil. Controla a las pirañas, y después de haberlo dañado bastante las envía contra ti, al igual que hacía "The Hangedman" en el HOD 1 con los vampiros. Cuando le queda poca vida, desaparece en el agua para dar un gran salto y precipitarse contra ti armado de su bastón. Dependiendo de la ruta que escoja el jugador, puede aparecer en el Sunset Bridge o en un puente de madera. Este jefe también presenta características similares al ya mencionado "The Hangedman", sobre todo en los ataques.
- The Tower (La Torre) - Tipo 8000

Tarot N°: XVI
Reptil (Hidra)
Son cinco serpientes gigantes que se encuentran unidas en su base, formando algo similar a una hidra. La que está situada en el centro es azul, y las demás son marrones. Sus puntos débiles son sus bocas. Sólo atacan las serpientes marrones. Cuando matas a todas, la azul se desprende y huye nadando hacia un campo de batalla final que puede ser variable, dependiendo de la habilidad del jugador. Allí, se precipita continuamente contra ti mientras nada en el agua, siendo su punto débil el mismo que tenían las otras serpientes.
- The Strength (La Fuerza) - Tipo 205

Tarot N°: VIII
Humanoide
Es un zombi gigante con una motosierra acorde a su tamaño. Su punto débil es la cabeza, que cubre continuamente elevando la motosierra. El laberinto en el que te enfrentas contra él puede variar según la habilidad del jugador, y propicia que se tire contra ti desde cierta altura a modo de ataque. El resto del tiempo te persigue con su motosierra, y cuando se queda lejos puede tirarte una especie de daga. A partir de este monstruo se creó a "The Death" en el HOD 3 y "The Empress" en el HOD 4.
- The Magician (El Mago) - Tipo 0

Tarot N°: I
Humanoide/Androide (Deva)
El último jefe del primer juego de la saga reaparece en esta entrega como el quinto jefe a vencer. Se le creía muerto, pero al parecer cumplió sus amenazas del primer juego, cuando dijo "aún no han visto nada". No se sabe si es un clon o sobrevivió a la batalla contra Thomas Rogan y el Agente "G". Se cree que Goldman lo revivió para supervisar el desarrollo de "The Emperor". Esta vez sus puntos débiles se muestran previamente a la batalla: son los músculos expuestos, de color rojizo, formados por una especie de fibras desnudas que palpitan, lo que los hace fáciles de localizar al ojo del jugador. Aparece en la pequeña plaza antes de que entres en el edificio de Goldman.
- The Emperor (El Emperador) - Tipo α

Tarot N°: IV
Androide (Deva)
Es el jefe final creado por Goldman (su destino era reinar sobre la naturaleza y odiar a los humanos). Sus características son un plateado corazón de color rojo y cuernos que representan al "bufón de la realeza". Sus ataques consisten en lanzar las esferas que lo rodean y protegen de tus disparos, amalgamarlas en forma de espada e imitar los ataques de los 4 jefes anteriores. Cuando le queda un tercio de vida se convierte en un corazón rodeado de muchas esferas y embiste al jugador. Cuando lo vences, una vez que has agotado su vida, se eleva a lo más alto para luego explotar.
- Datos: Q2584289